# Пекинское бикини

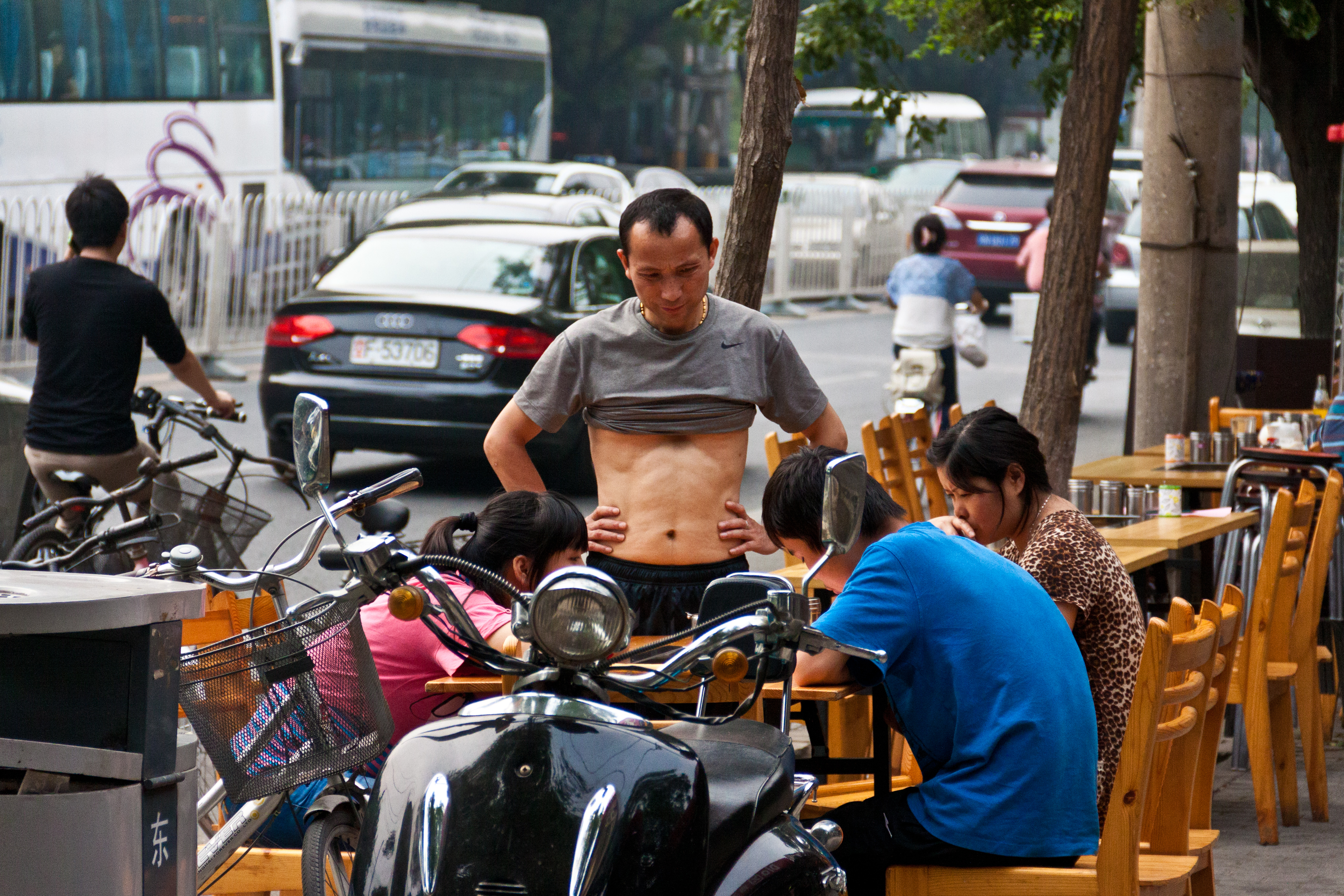
Пример «пекинского бикини». Мужчина в Пекине, 2012

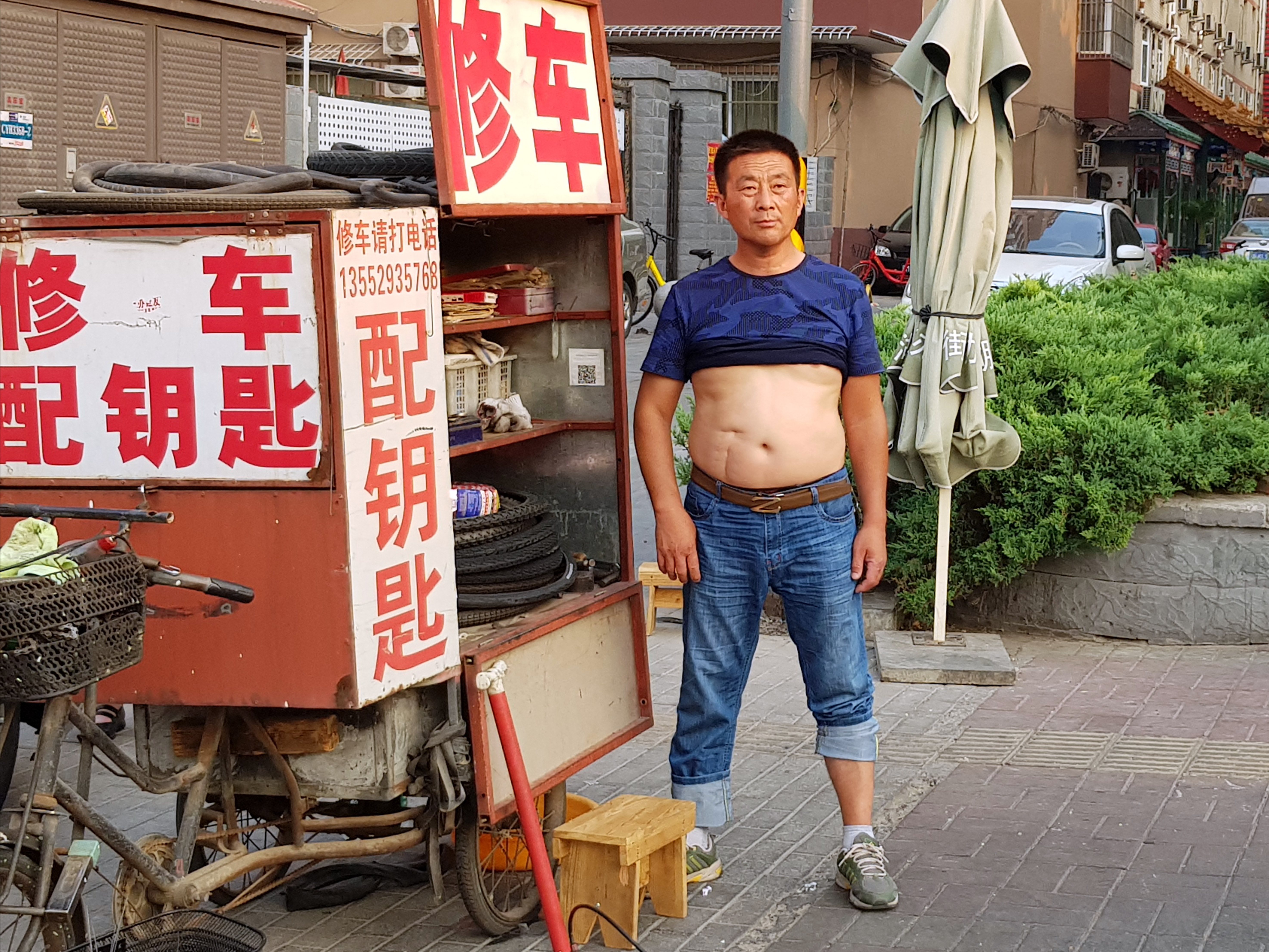
Пример «пекинского бикини». Мужчина в Пекине, 2017

«Пеки́нское бики́ни» (англ. Beijing bikini) — устоявшееся сатирическое название практики мужчин в Китае подворачивать в жаркое время в публичных местах футболку или майку до груди, оголяя живот, чтобы охладить таким образом тело. Чаще всего эта практика характерна для мужчин среднего и старшего возраста. Несмотря на название, встречается не только в Пекине, а повсеместно в Китае.
Название «пекинское бикини» появилось среди англоязычных экспатов в Китае в 2010-х годах, хотя подобная практика в Китае встречалась издавна, но не имела устоявшегося названия.

## Критика
Само по себе название традиции считается сатирическим и осуждающим, так как бикини — элемент женской одежды, тогда как «пекинское бикини» относится в основном к мужчинам. Причём наибольший сатирический оттенок выражение приобретает, когда оно применяется к мужчинам с, например, очень большим животом. В некоторых провинциях и городах Китая подобная практика осуждается некоторыми местными СМИ и органами власти. По их мнению, это считается «нецивилизованным поведением», которое наносит ущерб облику и имиджу города или провинции. Например, в городах Цзинань, Тяньцзинь установлены штрафы за «пекинское бикини», а властями провинции Шаньдун был выпущен высмеивающий «пекинское бикини» видеоролик.
С другой стороны, многие китайские СМИ и пользователи социальных сетей не согласны с осуждением «пекинского бикини», считая, что это, во-первых, часть китайской культуры, которую западный мир должен принимать и уважать, а во-вторых, не является столь важной проблемой, чтобы государство тратило ресурсы на борьбу с ней.